# Dump (muziekvorm)
De dump is een 16e- en 17e-eeuwse muziekvorm afkomstig uit Engeland. De dump bestond uit een aantal variaties op een thema, was doorgaans in een tweedelige maatsoort (tweekwartsmaat) geschreven en werd door een solo-instrument uitgevoerd (klavecimbel of luit). Het oudste en meest beroemde voorbeeld is "My Lady Careys Dompe" uit ca. 1525. Alle bekende voorbeelden zijn instrumentaal.